# Leichtathletik-Weltmeisterschaften 2022/Hochsprung der Männer

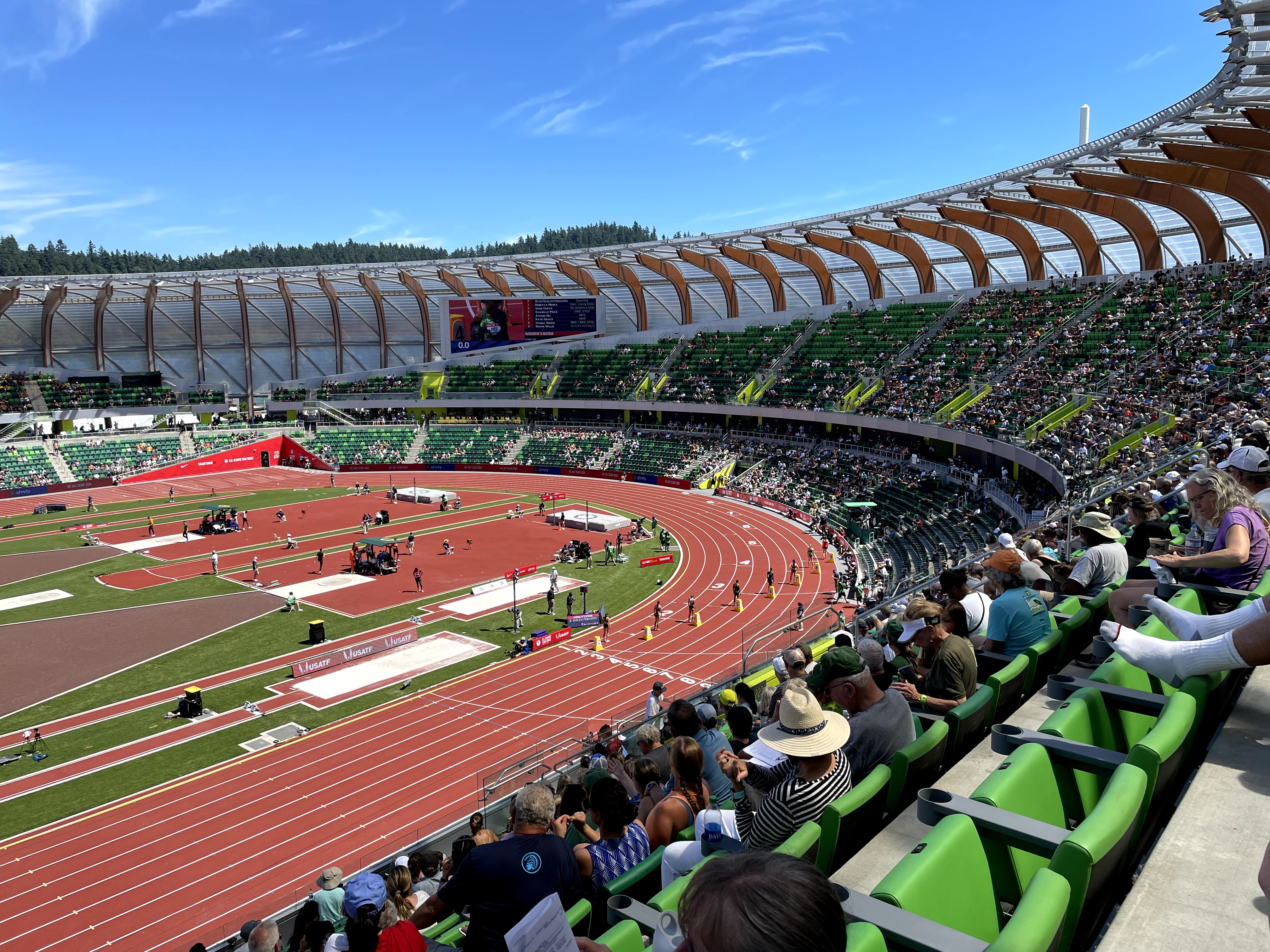
Das Stadion New Hayward Field im Jahr 2021

Der Hochsprung der Männer bei den Leichtathletik-Weltmeisterschaften 2022 wurde am 15. und 18. Juli 2022 im Hayward Field der Stadt Eugene in den Vereinigten Staaten ausgetragen.
Weltmeister wurde Mutaz Essa Barshim aus Katar, der seinen dritten WM-Titel in Folge errang und im Jahr zuvor auch Olympiasieger geworden war. Er gewann vor dem Südkoreaner Woo Sang-hyeok. Bronze ging an den Ukrainer Andrij Prozenko.

## Rekorde

### Bestehende Rekorde
| Weltrekord | 2,45 m | Javier Sotomayor  | Salamanca, Spanien  | 27. Juli 1993   |
| WM-Rekord  | 2,41 m | Bohdan Bondarenko | WM Moskau, Russland | 15. August 2013 |

Der bestehende WM-Rekord wurde bei diesen Weltmeisterschaften nicht erreicht.

### Rekordverbesserung
Der katarische Weltmeister Mutaz Essa Barshim erzielte mit 2,37 m eine neue Weltjahresbestleistung.
Außerdem wurde im Finale am 18. Juli ein neuer Landesrekord aufgestellt:

2,35 m – Woo Sang-hyeok (Südkorea), zweiter Versuch

## Legende
Kurze Übersicht zur Bedeutung der Symbolik – so üblicherweise auch in sonstigen Veröffentlichungen verwendet:
| – | verzichtet                            |
| o | übersprungen                          |
| x | ungültig                              |
| r | Wettkampf nicht fortgesetzt (retired) |

## Qualifikation
15. Juli 2022, 10:10 Uhr Ortszeit (19:10 Uhr MESZ)
29 Teilnehmer traten in zwei Gruppen zur Qualifikationsrunde an. Die eigentliche Qualifikationshöhe für den direkten Finaleinzug betrug 2,30 m. Doch bereits nach Abschluss der Versuche über 2,28 m waren weniger als zwölf Springer – die Mindestanzahl der Finalteilnehmer – noch im Wettbewerb. So konnte die Qualifikation abgebrochen werden und es qualifizierten sich alle Athleten, die mindestens 2,25 m ohne Fehlversuch übersprungen hatten (hellgrün unterlegt). Dadurch, dass zwei Wettbewerber gleichplatziert den zwölften Rang erreicht hatten, qualifizierten sich dreizehn Teilnehmer für das drei Tage später angesetzte Finale.

### Gruppe A

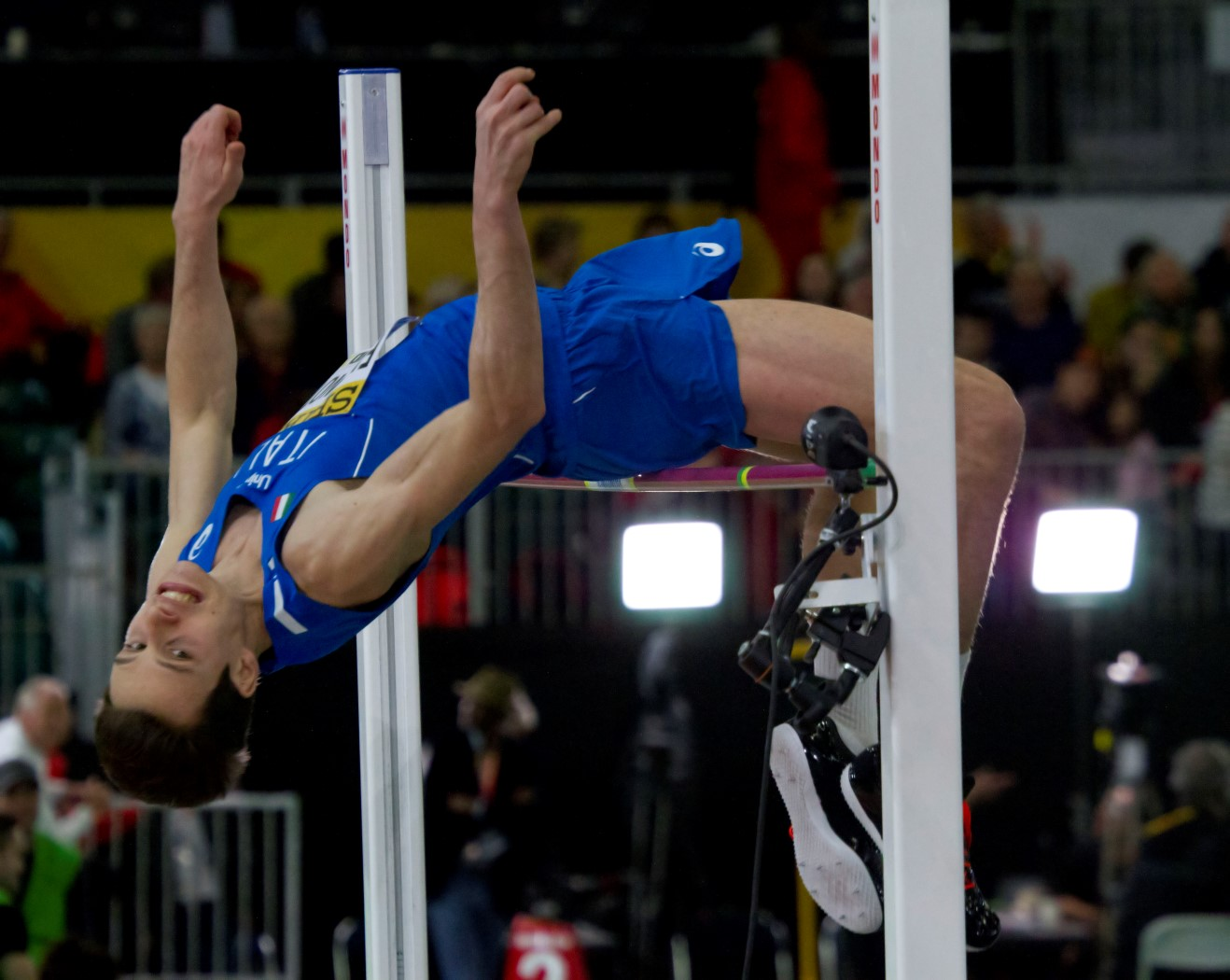
Marco Fassinotti – ausgeschieden mit 2,25 m
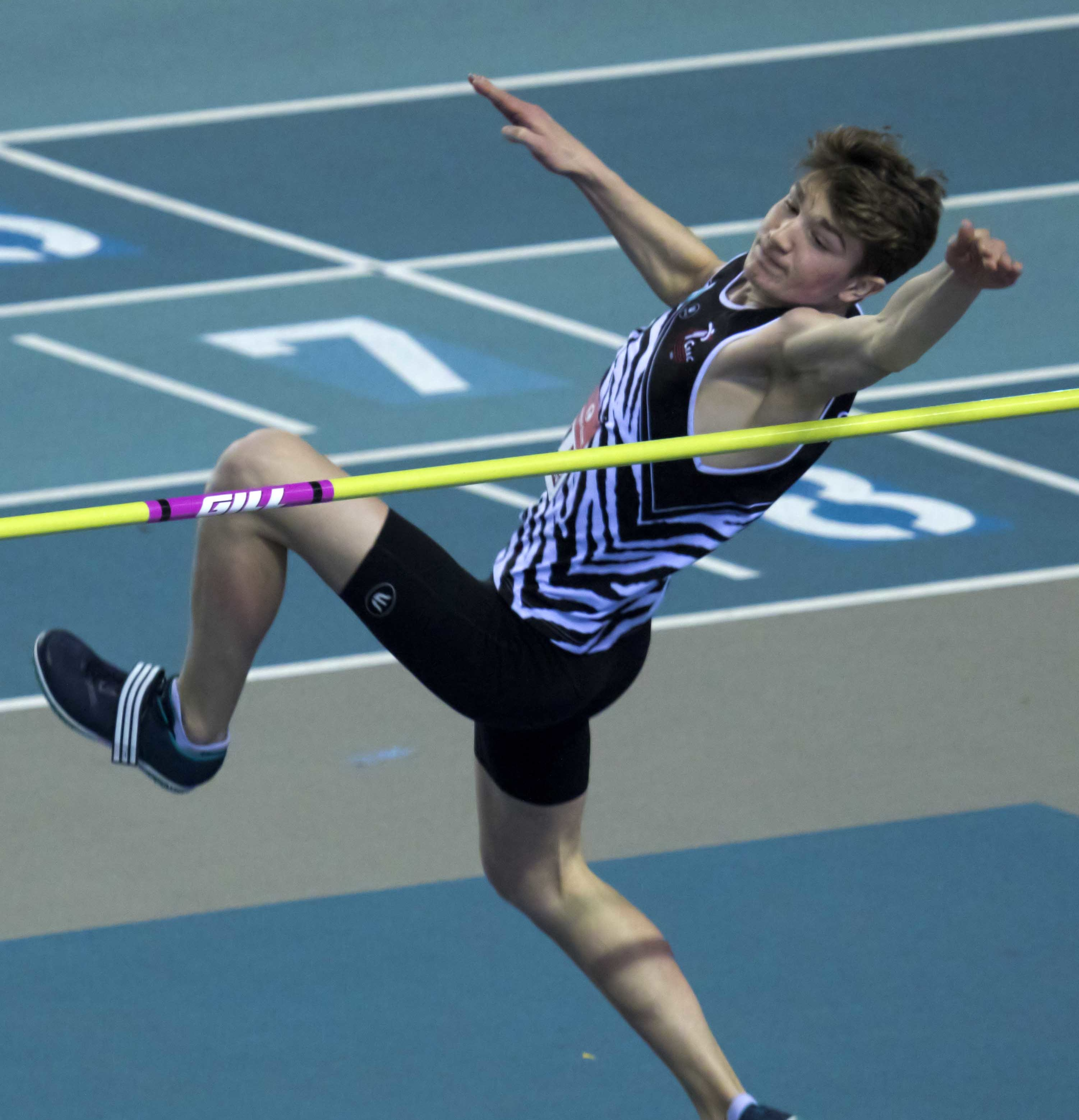
Thomas Carmoy – ausgeschieden mit 2,21 m
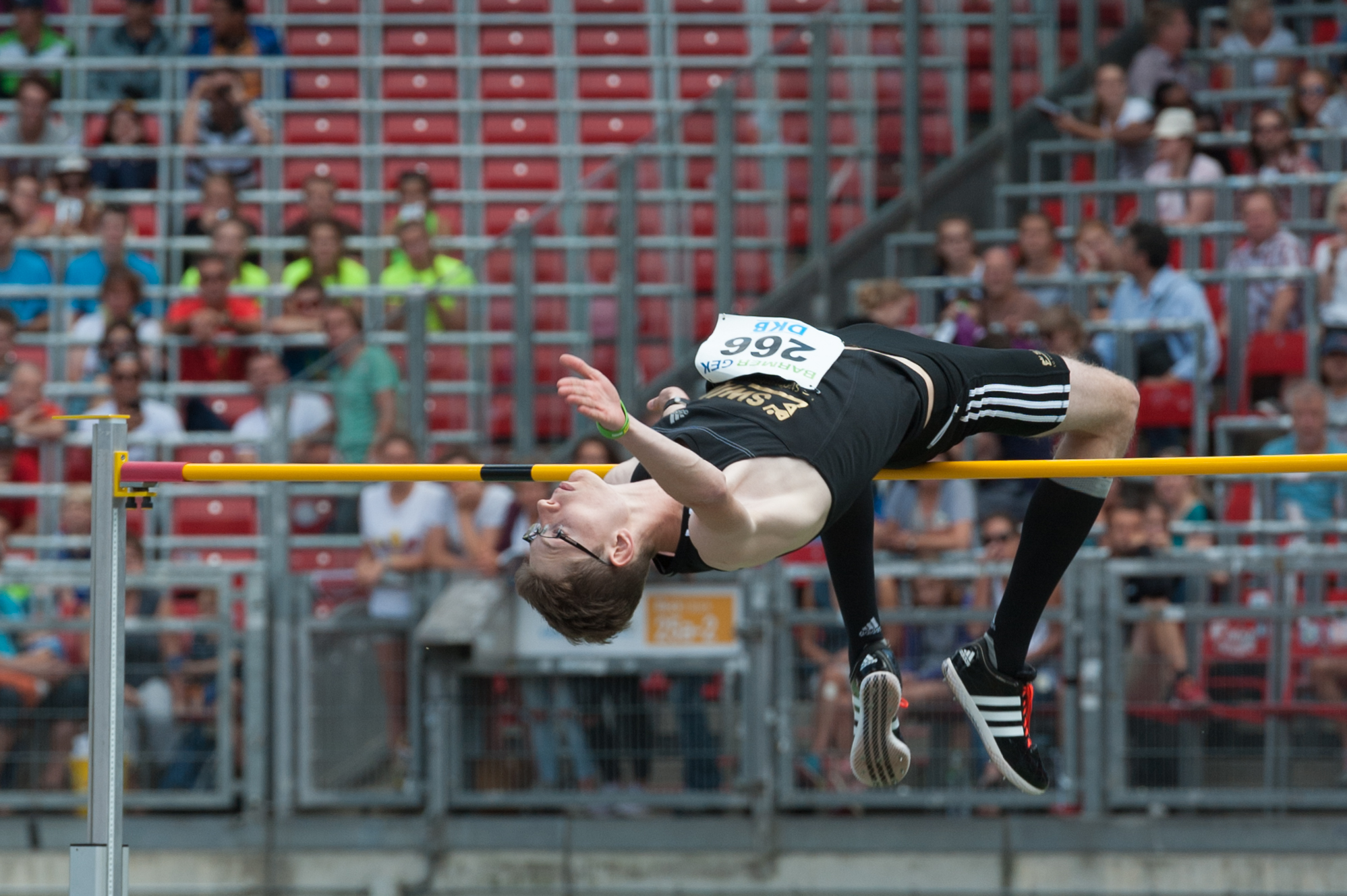
Tobias Potye – ausgeschieden mit 2,21 m

| Platz | Name                  | Nation      | Resultat (m) | 2,17 m | 2,21 m | 2,25 m | 2,28 m |
| 1     | Mutaz Essa Barshim    | Katar       | 2,28         | o      | –      | o      | o      |
| 1     | Django Lovett         | Kanada      | 2,28         | o      | o      | o      | o      |
| 1     | Andrij Prozenko       | Ukraine     | 2,28         | o      | o      | o      | o      |
| 1     | Woo Sang-hyeok        | Südkorea    | 2,28         | o      | o      | o      | o      |
| 5     | Tomohiro Shinno       | Japan       | 2,28         | o      | xo     | xo     | o      |
| 6     | Shelby McEwen         | USA         | 2,28         | o      | o      | o      | xxo    |
| 7     | Marco Fassinotti      | Italien     | 2,25         | xo     | xo     | xo     | xxx    |
| 8     | Thomas Carmoy         | Belgien     | 2,25         | xo     | xo     | xxo    | xxx    |
| 9     | Tobias Potye          | Deutschland | 2,21         | o      | o      | xxx    |        |
| 10    | Carlos Layoy          | Argentinien | 2,21         | o      | xo     | xxx    |        |
| 11    | Loïc Gasch            | Schweiz     | 2,21         | xo     | xo     | xxx    |        |
| 12    | Yual Reath            | Australien  | 2,17         | xo     | xxx    |        |        |
| NM    | Norbert Kobielski     | Polen       | ogV          | xr     |        |        |        |
| NM    | Nauraj Singh Randhawa | Malaysia    | ogV          | xxx    |        |        |        |
| DNS   | Majd Eddin Ghazal     | Syrien      |              |        |        |        |        |

### Gruppe B

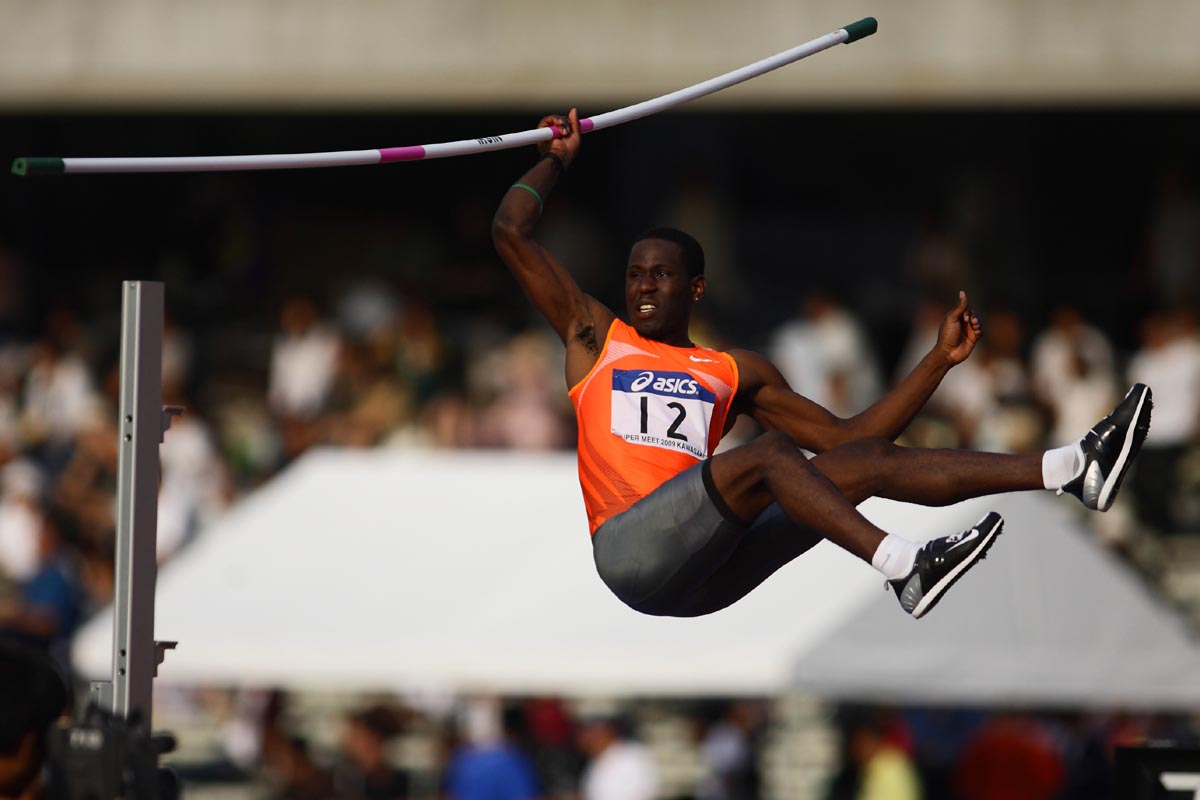
Donald Thomas – ausgeschieden mit 2,21 m

| Platz | Name                | Nation         | Resultat (m) | 2,17 m | 2,21 m | 2,25 m | 2,28 m |
| 1     | Luis Zayas          | Kuba           | 2,28         | o      | xo     | o      | o      |
| 2     | JuVaughn Harrison   | USA            | 2,28         | o      | o      | o      | xo     |
| 3     | Yonathan Kapitolnik | Israel         | 2,28         | o      | xo     | o      | xo     |
| 4     | Joel Baden          | Australien     | 2,28         | o      | o      | o      | xxo    |
| 5     | Gianmarco Tamberi   | Italien        | 2,28         | o      | o      | xxo    | xxo    |
| 6     | Mateusz Przybylko   | Deutschland    | 2,25         | o      | o      | o      | xxx    |
| 6     | Edgar Rivera        | Mexiko         | 2,25         | o      | o      | o      | xxx    |
| 8     | Hamish Kerr         | Neuseeland     | 2,25         | o      | xo     | o      | xxx    |
| 9     | Oleh Doroschtschuk  | Ukraine        | 2,25         | o      | o      | xo     | xxx    |
| 10    | Thiago Moura        | Brasilien      | 2,25         | o      | xxo    | xxo    | xxx    |
| 11    | Ryōichi Akamatsu    | Japan          | 2,21         | o      | o      | xxx    |        |
| 12    | Joel Clarke-Khan    | Großbritannien | 2,21         | o      | xxo    | xxx    |        |
| 12    | Donald Thomas       | Bahamas        | 2,21         | o      | xxo    | xxx    |        |
| 14    | Darius Carbin       | USA            | 2,17         | o      | xxx    |        |        |

## Finale
18. Juli 2022, 17:45 Uhr Ortszeit (19. Juli 2022, 2:45 Uhr MESZ)
| Platz | Name                | Nation      | Resultat (m) | 2,19 m | 2,24 m | 2,27 m | 2,30 m | 2,33 m | 2,35 m | 2,37 m | 2,39 m | 2,42 m |
| 1     | Mutaz Essa Barshim  | Katar       | 2,37 WL      | –      | o      | o      | o      | o      | o      | o      | –      | xr     |
| 2     | Woo Sang-hyeok      | Südkorea    | 2,35 NR      | o      | o      | o      | o      | xxo    | xo     | x–     | xx     |        |
| 3     | Andrij Prozenko     | Ukraine     | 2,33000      | xo     | o      | xxo    | o      | o      | xx–    | x      |        |        |
| 4     | Gianmarco Tamberi   | Italien     | 2,33000      | o      | o      | o      | xxo    | xo     | xxx    |        |        |        |
| 5     | Shelby McEwen       | USA         | 2,30000      | o      | o      | o      | o      | xx–    | x      |        |        |        |
| 6     | Django Lovett       | Kanada      | 2,27000      | o      | o      | o      | xxx    |        |        |        |        |        |
| 6     | Luis Zayas          | Kuba        | 2,27000      | o      | o      | o      | xxx    |        |        |        |        |        |
| 8     | Tomohiro Shinno     | Japan       | 2,27000      | xo     | xo     | o      | xxx    |        |        |        |        |        |
| 9     | JuVaughn Harrison   | USA         | 2,27000      | o      | o      | xo     | xxx    |        |        |        |        |        |
| 10    | Joel Baden          | Australien  | 2,27000      | o      | xo     | xo     | xxx    |        |        |        |        |        |
| 11    | Yonathan Kapitolnik | Israel      | 2,24000      | o      | o      | xxx    |        |        |        |        |        |        |
| 12    | Mateusz Przybylko   | Deutschland | 2,24000      | o      | xxo    | xxx    |        |        |        |        |        |        |
| 13    | Edgar Rivera        | Mexiko      | 2,19000      | xo     | xxx    |        |        |        |        |        |        |        |

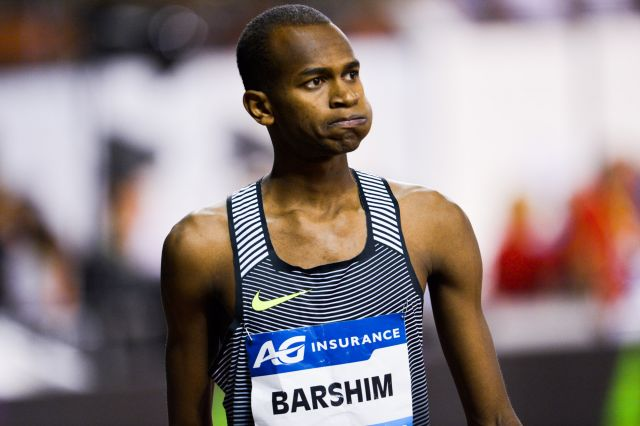
Mutaz Essa Barshim errang seinen dritten WM-Titel in Folge

Auch hier in Eugene waren Mutaz Essa Barshim aus Katar und der Italiener Gianmarco Tamberi, die sich im letzten Jahr den Olympiasieg geteilt hatten, wieder dabei. Allerdings qualifizierte sich Tamberi nur mit viel Mühe gerade noch so für das Finale. Der eindeutige Favorit für diesen Wettkampf war Barshim, der bereits die beiden letzten WM-Titel für sich verbucht hatte.
Als 2,30 m aufgelegt wurden, waren noch zehn Teilnehmer im Wettbewerb, fünf von ihnen schieden jetzt mit jeweils drei Fehlversuchen aus. Ohne Fehlsprung traten bei 2,33 m der US-Amerikaner Shelby McEwen, der überraschend starke Südkoreaner Woo Sang-hyeok und Barshim an. Von diesen drei Athleten war nur Barshim mit seinem ersten Sprung über die neue Höhe erfolgreich. Das gelang außer ihm allerdings noch dem im Wettbewerb befindlichen Ukrainer Andrij Prozenko. Tamberi zog im zweiten Versuch nach, Woo mit dem dritten Sprung. McEwen sparte sich seinen letzten Versuch nach zwei Fehlsprüngen für die nächste Höhe auf.
Als die Latte anschließend auf 2,35 m gelegt wurde, führte somit Barshim die Konkurrenz mit weißer Weste an. Es folgte Prozenko vor Tamberi und Woo. Shelby McEwen riss die neue Höhe mit seinem letzten ihm verbleibenden Sprung und war damit Fünfter. Barshim zeigte sich weiter souverän und übersprang die Latte gleich beim ersten Mal. Woo gelang das in seinem zweiten Versuch. Prozenko lief zweimal vergeblich an und sparte sich seinen letzten Versuch für die kommende Höhe auf, während Gianmarco Tamberi dreimal riss und damit den vierten Rang belegte.
Auch die nun folgenden 2,37 m hakte Barshim gleich beim ersten Mal ab. Andrij Prozenko scheiterte dagegen und gewann damit die Bronzemedaille. Woo hatte Silber sicher und verzichtete nach einem Fehlsprung auf seine beiden weiteren Sprünge, mit denen er sich an 2,39 m versuchte, jedoch beide Male scheiterte. Damit gewann Woo Sang-hyeok ganz überraschend die Silbermedaille.
Mutaz Essa Barshim ließ 2,39 m aus und verzichtete nach einem Fehlsprung über 2,42 m auf die Fortsetzung des Wettkampfs, er wurde hier zum dritten Mal in Folge Hochsprung-Weltmeister.

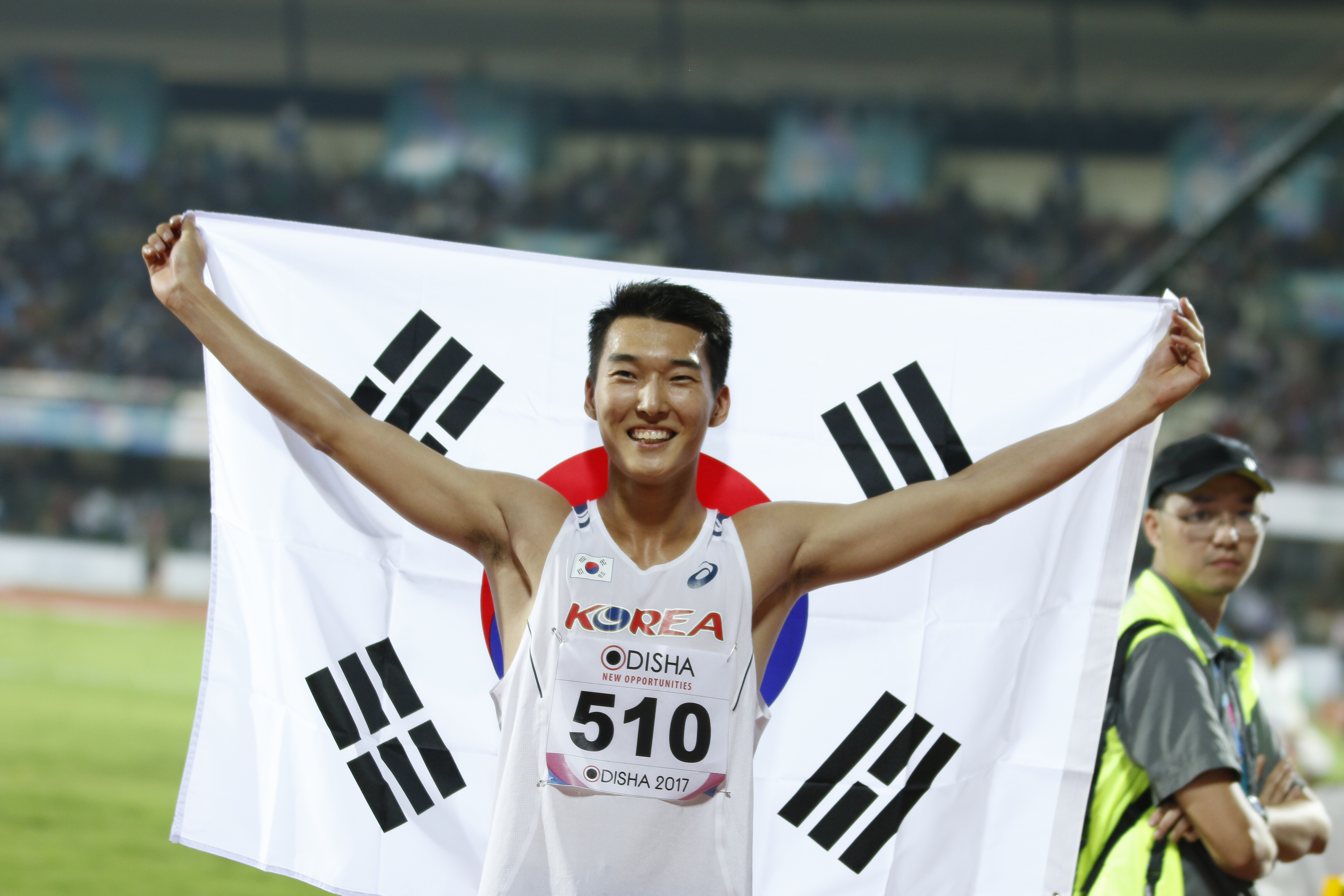
Vizeweltmeister Woo Sang-hyeok
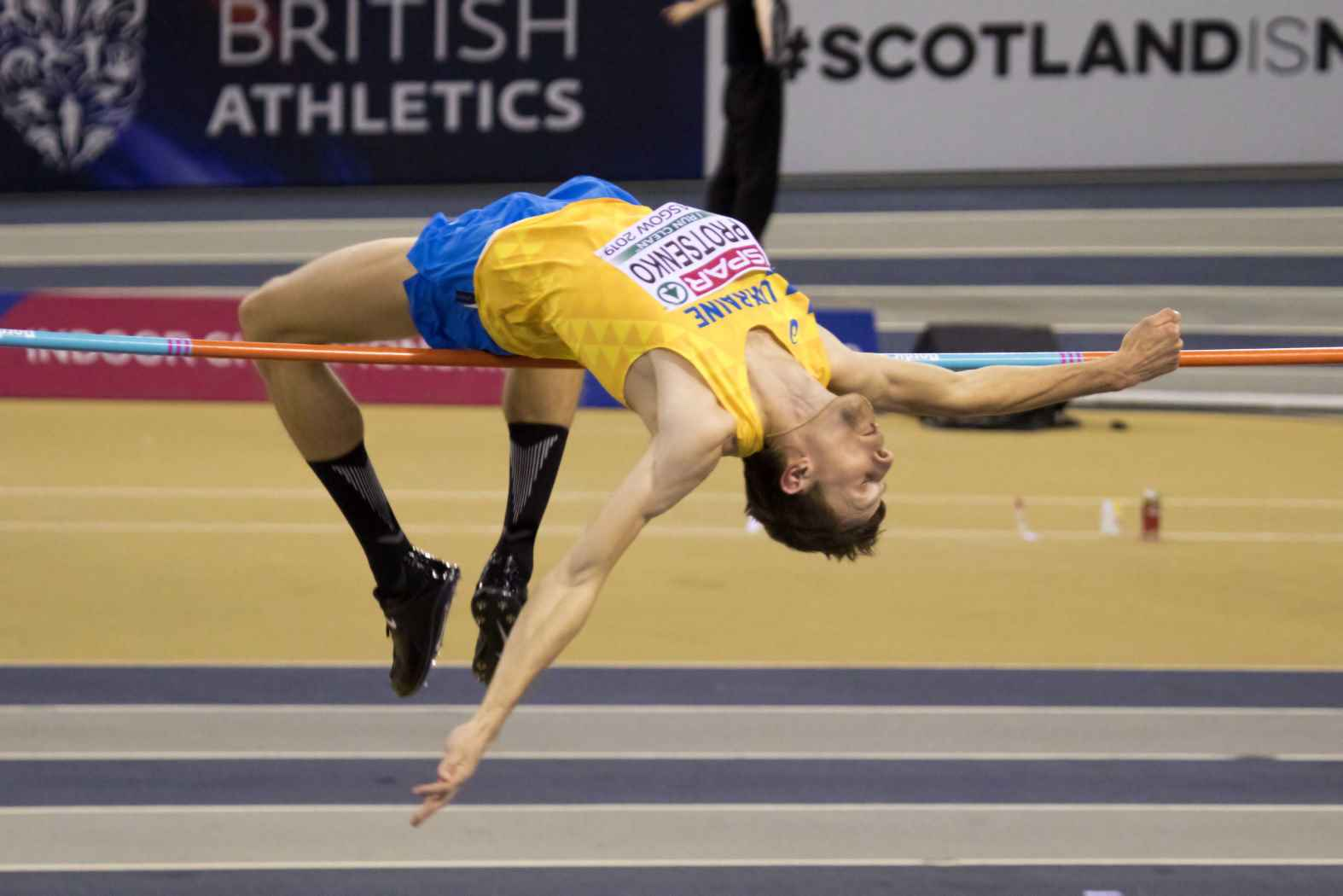
Bronzemedaillengewinner Andrij Prozenko
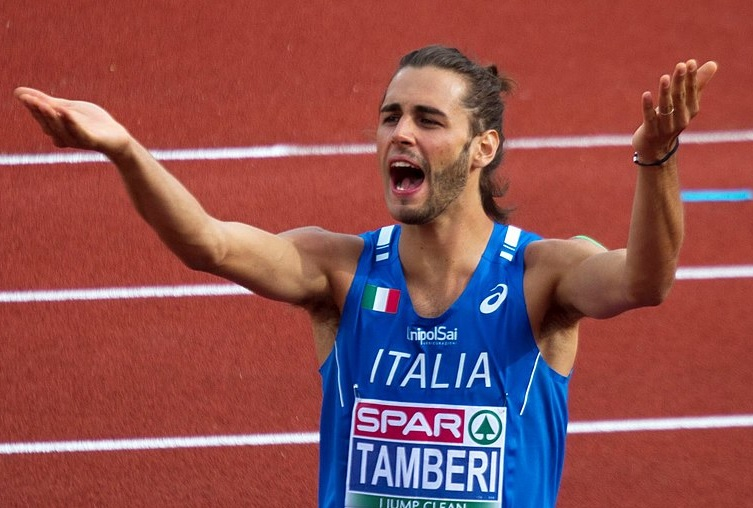
Gianmarco Tamberi belegte Rang vier
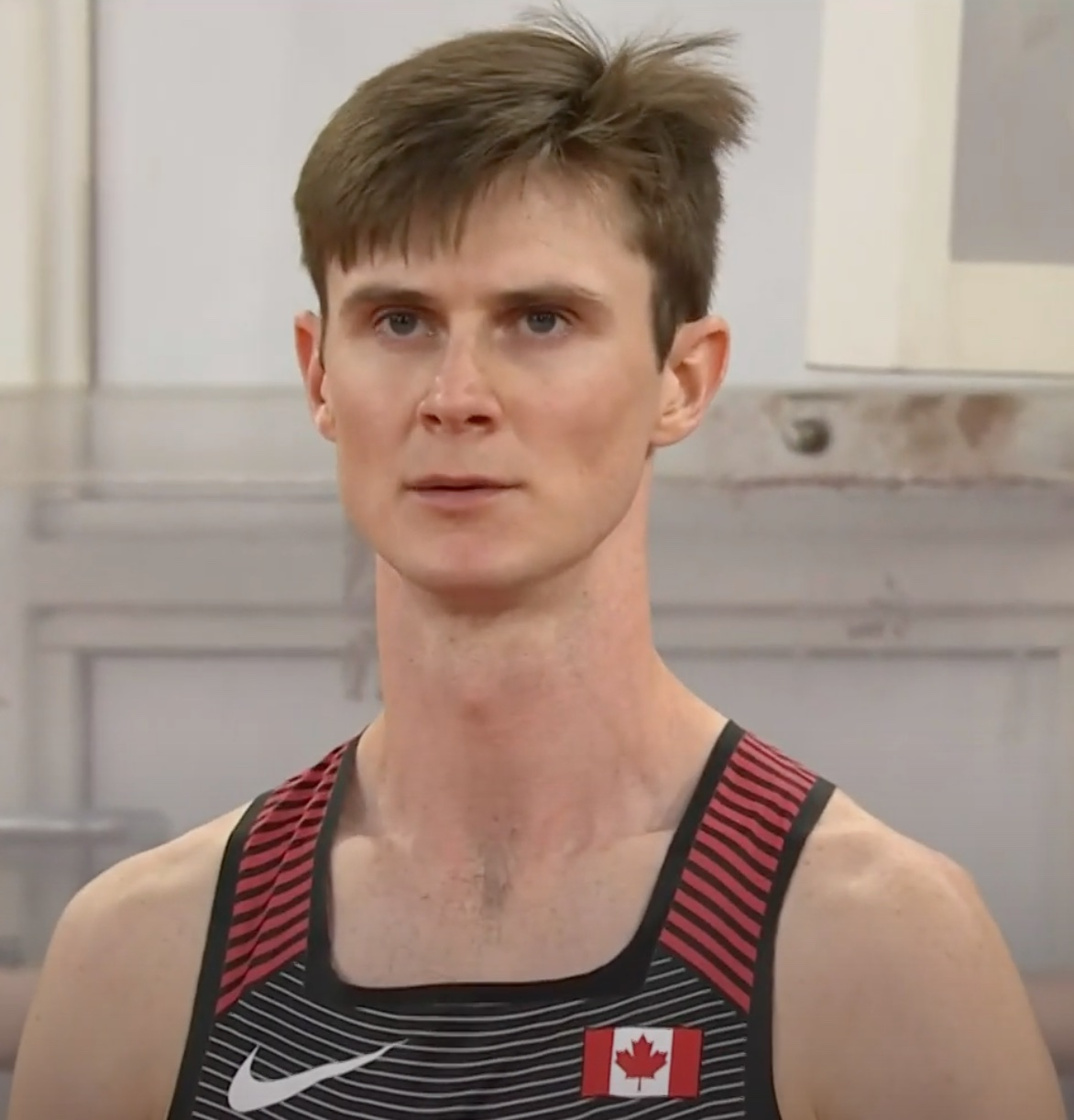
Django Lovett kam auf den geteilten sechsten Platz

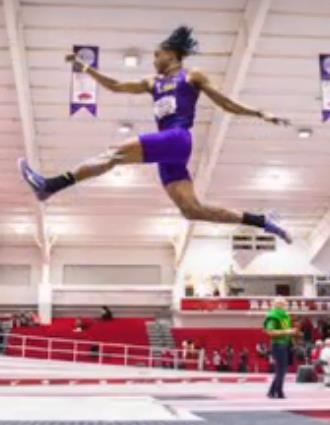
Der neuntplatzierte JuVaughn Harrison
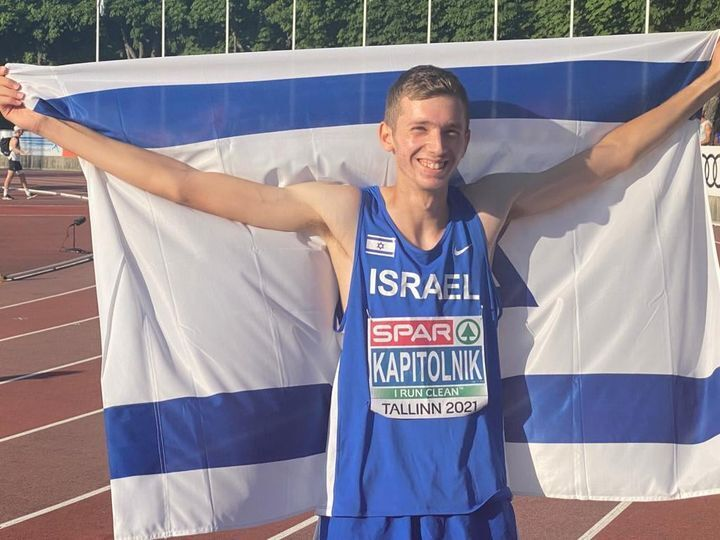
Yonathan Kapitolnik erreichte Platz elf
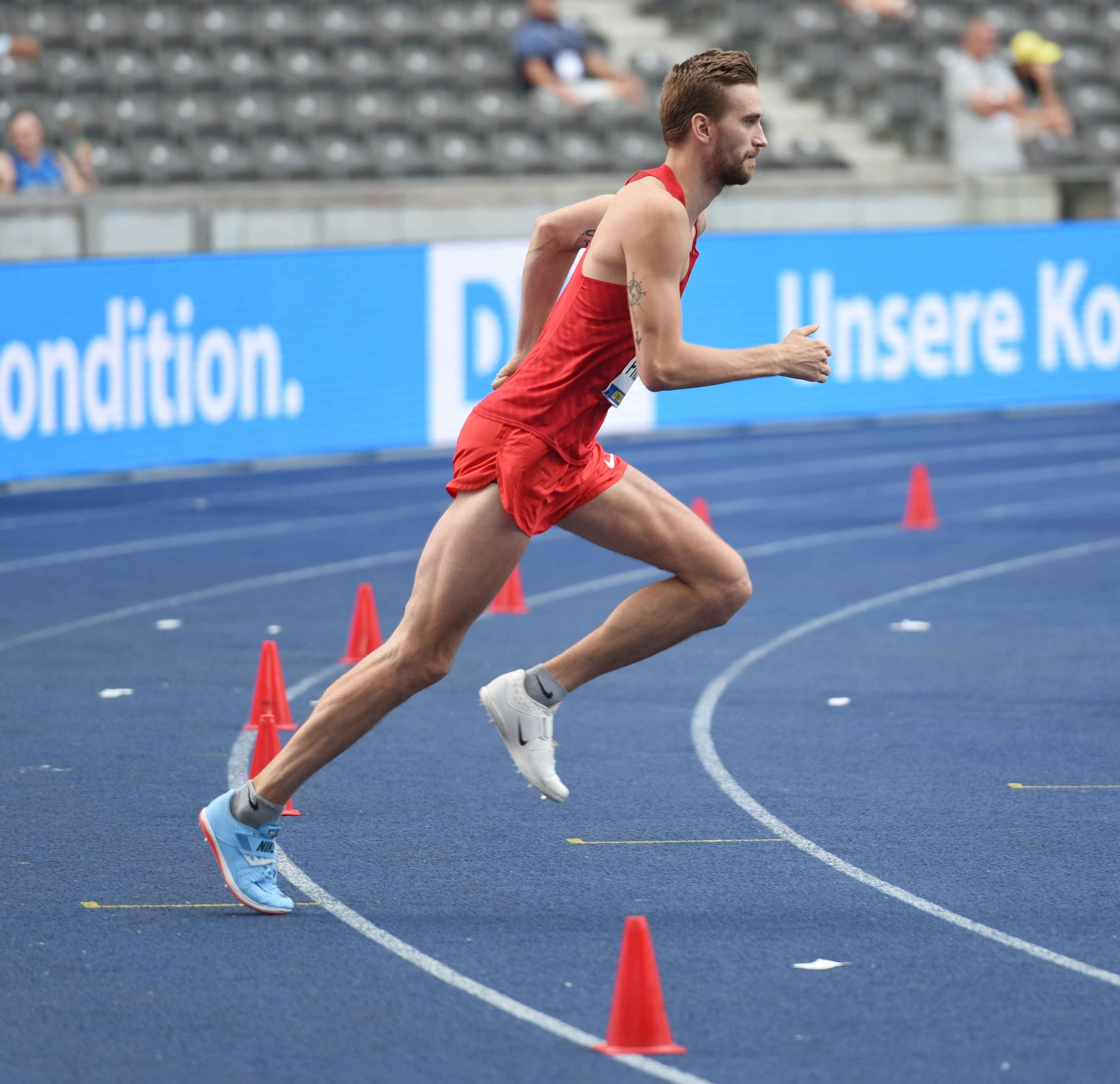
Geteilter zwölfter Rang für Mateusz Przybylko

## Video
- Barshim beats Woo in epic high jump battle, youtube.com, abgerufen am 10. August 2022